# RG Veda
RG Veda (jap. 聖伝 RG VEDA; Seiden RG Veda) ist eine zehnbändige Manga-Reihe der Künstlergruppe Clamp. Von 1989 bis 1996 erschien RG Veda in Japan im Wings Magazine des Verlages Shinshokan. Den Namen der Reihe entnahm Clamp dem ältesten bekannten Buch indischer Herkunft, dem Rigveda. RG Veda wurde auch als zweiteilige Original Video Animation umgesetzt und ist in die Genres Shōjo, Action und Fantasy einzuordnen.

## Inhalt
Vor dreihundert Jahren zettelte der Donnergott Taishaku-ten eine Rebellion gegen den Himmelskaiser an. Er besiegte die Armee des Schutz- und Kriegsgottes Ashura-oh, da dessen Frau Shashi ihn verriet, und erhob sich selbst zum Himmelskaiser. In der Gegenwart wird dem General der kaiserlichen Armee im Norden, Yasha-oh, von der Sterndeuterin Kuyoh eine Prophezeiung gemacht: Sechs finstre Sterne werden vom Himmel fallen und Yasha-oh müsse ein Kind aus der Verwandtschaft aufziehen, das weder gut noch böse sei. Die sechs Sterne werden am Ende den Donnergott besiegen, doch einer unter ihnen wird die anderen verraten.
Dieser Prophezeiung folgend, erweckt Yasha-oh das geschlechtslose Kind Ashura-ohs, Ashura, das dreihundert Jahre lang unter einem magischen Siegel geschlafen hat. Er deutet die Prophezeiung so, dass die „Sechs Sterne“ zusammen Taishaku-ten stürzen können, und macht sich zusammen mit Ashura auf die Suche nach ihnen. Zu ihnen finden nach und nach Sohma, Ryu-oh und Karura-oh, die sich wie Ashura und Yasha-oh als Mitglieder der Sechs Sterne herausstellen. Immer wieder erscheint und verschwindet genauso schnell wieder Kujaku, ein geheimnisvoller Charakter mit den violetten Augen eines Dämonen, der Yasha-oh oft hilfreiche Ratschläge gibt, aber dessen Intentionen unklar bleiben. Überdies zeigt sich, dass Ashura eine Doppelnatur hat: Neben dem niedlichen Kind, das seinen Ziehvater Yasha-oh abgöttisch liebt, existiert ein blutdürstiger Jugendlicher, dessen Schemen Yasha-oh davor warnte, Ashuras Siegel anzurühren, da die Welt sonst zu einer Flammenhölle werden würde.

## Charaktere

### Die Sechs Sterne
- Ashura ist das einzige Kind des verstorbenen Ashura-oh und der letzte Überlebende des Ashura-Clans. Da er geboren wurde, als Ashura-oh schon tot war, war er seiner Mutter Shashi lästig und sie versuchte, ihn umzubringen. Doch seine Kräfte beschützten ihn und versiegelten ihn im Maya-Zauberwald, wo er dreihundert Jahre lang schlief, bis Yasha-oh ihn erweckte. Ashura ist der erste „wahre Ashura“, ein Kriegsgott, dessen Lust das Töten ist. Doch ist diese Seite Ashuras versiegelt und tritt zunächst nur selten auf. Als Yasha-oh Ashuras Siegel bricht, ist Ashura zunächst ein Baby, hinter dem der wahre Ashura in jugendlicher Gestalt erscheint. Er wächst jedoch schnell zu einem vielleicht sechs- oder siebenjährigen Kind heran und bleibt den größten Teil des Mangas in dieser Gestalt. Als der wahre Ashura erwacht, wächst er wiederum zum Jugendlichen heran. Ashura kann Flammen hervorbringen und beherrscht das Schwert Shura-toh, das seit Generationen im Besitz der Ashura-Könige ist. Es befindet sich seit der Thronfolgezeremonie in seinem Körper und erscheint aus seiner Hand, wenn er es braucht. Shura-toh hat zwei Siegel, die sich auf der Stirn der beiden Priesterinnen der Ashura, Shashi und ihrer Schwester Kara, befinden. Als Ashura das letzte dieser beiden Siegel einsetzt, wird er endgültig zum „wahren Ashura“, der seine Auferstehung mit dem Tod der Sechs Sterne, deren Kraft ihm damit zufließt, vollendet. Als er jedoch Yasha-oh töten will, richtet er schließlich sein Schwert gegen sich selbst. Ashura ist als Strafe für die Sünde seines Vaters, der sich gegen das Schicksal auflehnen wollte, geschlechtslos, doch da die meisten westlichen Sprachen kein geschlechtsloses Pronomen haben, wird „er“ in Übersetzungen entweder mit dem männlichen oder dem weiblichen Pronomen bezeichnet. In Deutschland benutzt der Manga "er", die OVA-Untertitel machen Ashura zum Mädchen.

- Yasha-oh ist der König des Yasha-Stammes und ist als General der kaiserlichen Armee im Norden der stärkste Kriegergott (jap. Bushinshō) des Himmels. Als Taishaku-ten als Strafe dafür, dass Yasha-oh seinen Befehl missachtet und, statt die entflohene Kuyoh zu töten, Ashura erweckt hat, seinen Stamm auslöschen lässt, schwört er Rache und macht sich zusammen mit Ashura auf, um die Sechs Sterne zu suchen. Sein Schwert, Yama-toh, ist in Resonanz mit Shura-toh und wurde von Kujaku geschmiedet, um Ashura kontrollieren zu können.
- Ryu-oh ist der junge König des Stammes der Ryu, die im Westen am Meer leben. Er schließt sich Ashura und Yasha-oh ursprünglich nur an, um seine Kraft im Kampf gegen Yasha-oh zu erproben. Er kämpft mit dem mannsgroßen Schwert Ryuga-toh, das sein Ki kanalisiert – die Klinge des Schwertes ist stumpf.
- Karura-oh ist die Königin der Karura und Generalin der kaiserlichen Armee im Süden. Jedes Mitglied der Karura, die mit dem Himmel assoziierte Gottheiten sind, hat einen spirituellen Vogel, der sein Leben teilt. Ihrer heißt Garuda und dient auch als ihre Waffe. Sie schließt sich Yasha-ohs Gruppe an, um den Tod ihrer kleinen Schwester, den Taishaku-ten verursacht hat, zu rächen.
- Sohma ist die einzige Überlebende der Sohma, eines Stammes von Heilern, der von Taishaku-ten vernichtet wurde, weil er fürchtete, dass einer seiner Feinde entsprechend der Legende das Blut eines Sohma trinken und so Unsterblichkeit erlangen könnte. Sie wurde von Kendappa-oh gerettet, an der sie sehr hängt. Sohma ist eine Ninja und benutzt als Waffe zwei Sichelmonde.
- Kendappa-oh, Königin der Kendappa, ist die Musikmeisterin Taishaku-tens. Sie ist der letzte der Sechs Sterne, der gefunden wird, und mit gutem Grund: Sie hat schon als Kind Taishaku-ten die Treue geschworen und dient ihm in der Nachfolge ihres Vaters als Jikoku-ten, dem Shogun und gleichzeitig Kriegergott des Ostens. Ihr Schwert ist geschickt in ihrer Harfe verborgen. Kendappa-oh ist in Sohma verliebt, aber nicht einmal für sie will sie ihren Schwur brechen: Solange Taishaku-ten der Stärkste ist, wird sie ihm dienen.

### Ashura-oh
- Ashura-oh war als König des Ashura-Klans, der Kriegsgötter, der stärkste Gott des Himmels und die rechte Hand des vorigen Tenteis. Er erfuhr durch die Prophezeiung Kuyohs und eigene Visionen, dass sein Sohn durch das Zusammenkommen der Sechs Sterne als der wahre Ashura erwachen und die drei Welten zerstören würde. Trotzdem wünschte er den Fortbestand seines Stammes und lehnte sich gegen das Schicksal auf, um seinem Kind das Leben zu ermöglichen. Er ist es, der die Ereignisse in RG Veda ins Rollen brachte: Er heiratete Shashi, auf deren Stirn sich eines der Siegel Shura-tohs befindet, in der Hoffnung, Ashura würde seine eigene Mutter nicht töten wollen. Er versicherte sich Taishaku-tens Hilfe, dass dieser verhindern würde, dass die Sechs Sterne zusammenkommen. Er ließ Kuyoh Yasha-oh die Prophezeiung machen. Und er nahm Yasha-oh, schon als dieser noch ein Kind war, das Versprechen ab, Ashura zu schützen.

Ashura-oh starb im Kampf gegen Taishaku-ten, als dieser den Himmelsthron eroberte. Sein letzter Wunsch war, dass Taishaku-ten ihn töten und seinen Körper essen sollte, damit Taishaku-ten die Kraft hätte, Ashura zu töten, wenn dies nötig würde.

### Die Kaiserfamilie
- Taishaku-ten, der Donnergott, gewann den Thron, indem er den alten Kaiser und dessen Schutzgott Ashura-oh tötete. Deshalb gilt er als der Stärkste des Himmels. Seine Regierung ist grausam; unzählige Stämme ließ er wegen Verrates auslöschen. Er erscheint vollkommen gefühllos. Es stellt sich jedoch heraus, dass es einzig und allein sein Bestreben war, das Zusammenkommen der Sechs Sterne und damit Ashuras Erwachen zu verhindern. Dieses Versprechen hat er Ashura-oh gegeben, der das Schicksal seines Kindes aus Kuyohs Prophezeiung und eigenen Visionen kannte. Im Tausch verlangte Taishaku-ten Ashura-oh, in den er verliebt ist, selbst.

Seit seiner Eroberung des Himmelsthrons ist Taishaku-ten mit dem „Daten“, dem dritten Auge derer, die Schlimmeres getan haben als Dämonen, gezeichnet, und seine Fingernägel sind zu Klauen verformt. Beides geschah, als er Ashura-ohs Leiche auf dessen Wunsch hin verzehrte.
- Shashi war ursprünglich eine Menschenfrau, der, als sie mit ihrer Schwester Kara als Ashura-Priesterin ausgewählt wurde, der Gottstatus verliehen wurde. Sie heiratete Ashura-oh. Doch ihr Ehrgeiz kennt keine Grenzen: Um die Herrschaft über das Himmelreich zu erlangen, verriet sie die Geheimnisse des Ashura-Klans an den rebellierenden Taishaku-ten, der dadurch siegen konnte, und heiratete ihn. Ihr gemeinsamer Sohn Ten-oh soll ihre Herrschaft zementieren.

Auf Shashis und Karas Stirnen befinden sich zwei Juwele, die als Siegel Shura-tohs dienen. Sie können ihnen nur genommen werden, indem man sie tötet.
- Ten-oh, der Sohn Taishaku-tens und Shashis und Zwilling Ashuras, erscheint als das Gegenteil seiner Eltern. Freundlich und ehrlich zieht er das Lesen dem Schwertkampf vor, obwohl er sehr stark ist. Er verliebt sich in Kendappa-oh.
- Kissho-ten ist die Tochter des vorigen Kaisers und Ehefrau Bishamon-tens.
- Kujaku ist der Sohn des vorigen Tenteis und dessen Schwester, der Sterndeuterin Sonsei-oh. Als Kind von Geschwistern ist er mit dem Mal der Gefallenen (Daten), einem dritten Auge auf der Stirn, gezeichnet, hat violette Augen und schwarze Flügel – Kennzeichen von Dämonen. Er ist ebenfalls ein Sterndeuter. Er leitet Ashura und Yasha-oh, weil er das Schicksal ändern und beweisen will, dass es keine unerwünschten Kinder gibt.

### Die Shitennō
- Bishamon-ten ist der General des Nordens und Taishaku-tens engster Vertrauter, außerdem der Vorgesetzte Yasha-ohs. Er ist es, der den Yasha-Klan auslöscht. Er ist ein sehr loyaler Mann, der keine Freunde unter den anderen Shitennōo (auf die er Spione angesetzt hat) hat. Bishamon-ten war in Kissho-ten, die Tochter des vorigen Tentei, verliebt, und verlangte von Taishaku-ten im Gegenzug für seine Dienste ihre Hand. Er glaubt jedoch, sie müsste ihn deswegen hassen, und bis kurz vor ihrem Tod halten beide den jeweils anderen für gleichgültig.
- Zōchō-ten ist der General des Südens und damit Karura-ohs Vorgesetzter. Er folgt Taishaku-ten, weil er dessen Stärke bewundert, ist aber mit seinen Methoden nicht einverstanden. Er hält einige Male seine Hand schützend über Karura-oh, die er sehr gerne hat.
- Kōmoku-ten ist der General des Westens und derjenige, der zunächst mit der Verfolgung Yasha-ohs und Ashuras beauftragt wurde. Bei der Verfolgung dieser Aufgabe verliert er nach und nach alle seine Untergebenen, tötet aber auch Yasha-ohs Halbbruder Rasetsu und treibt dessen Frau Shara in den Selbstmord, ehe er von Yasha-oh besiegt und getötet wird. Komoku-ten hat eine Tochter, Tamara, die in Ten-oh verliebt ist.
- Jikoku-ten, der General des Ostens, war lange Zeit unbekannt. Nur Taishaku-ten und Bishamon-ten wussten, dass Kendappa-oh bereits als Kind ihrem Vater, der als Shogun des vorherigen Kaisers von Taishaku-ten getötet wurde, in dieses Amt nachfolgte.

## Mythologie und Namensbedeutungen
An erster Stelle ist das mythologische Original angegeben, in Klammern die jeweilige Entsprechung im Manga. RG Veda orientiert sich primär an der hinduistischen Mythologie, wie sie Eingang in die japanische Kultur gefunden hat. Da die Geschichte also nicht direkt auf den hinduistischen Geschichten beruht, sind einige der Figuren deutlich anders dargestellt und haben andere Namen als im indischen Original. Aus diesem Grund sind auch die Rollen der Protagonisten vertauscht: Aus dem Helden der indischen Rig Veda Indra wird der böse Gott Taishakuten und statt einem Dämon ist Ashura das Mädchen, das die Harmonie im Himmel wiederherstellen soll. Diese Änderungen wurden nicht von den Autorinnen vorgenommen, sondern entstammen der in Japan bereits zuvor verbreiteten Fassung der Geschichte, die von Buddhistischen Mönchen in das Land gebracht worden war. Neben der aus Indien stammenden Basis der Geschichte wurden einige Figuren auch von japanischen oder chinesischen Gottheiten entlehnt.
- Rig Veda (RG Veda) ist die älteste und umfangreichste der vier vedischen Textsammlungen, zugleich das älteste Zeugnis der indischen Literatur. Das zwischen dem 12. und 18. Jh. v. Chr. entstandene Werk umfasst 1028 Hymnen mit 10580 Versen. Rig Veda enthält vor allem jene Hymnen, die einer der vier Hauptpriester bei der Opferhandlung rezitierte, um die Götter zum Genuss des Opfers einzuladen.
- Indra (Taishaku-ten), der Gott des Firmaments, die personifizierte Atmosphäre. In den Veden ist er der höchste der Götter. Er beherrscht das Wetter und sendet Regen, Blitz und Donner. Als Spender des Regens, der Quelle der Fruchtbarkeit, wird er verehrt, als Herrscher über das Unwetter gefürchtet. Er herrschte zusammen mit seiner Frau Indrani.
- Asura (Ashura), Dämon, böser Geist. Im Rig Veda bedeutet das Wort anfangs noch Gott, als Eigenschaftswort auch lebendig, göttlich. Erst in späteren Hymnen wurde Asura das Symbol für finstere Mächte und der Kampf der Asuras gegen die Götter zum immer wiederkehrenden, beliebten Thema.
- Yaksha (Yasha), hiervon gibt es zwei Versionen:
  1. Version: Besagt, dass sie eine Gruppe übernatürlicher Wesen sind, Diener von Kubera, dem Gott des Reichtums. Sie haben keine besonderen Eigenschaften und sind nicht gewalttätig, weswegen sie Punyajana („gute Wesen“) genannt werden.
  2. Version: Dämonen, die im Wald lebten und die Menschen täuschten, indem sie die Gestalt schöner Frauen annahmen und sterbliche Männer in den Wald lockten, wo sie sich dann in Bäume verwandelten und die hoffnungslos verirrten Männer ihrem Schicksal überließen.
- Yama (Yashas Name, bevor er König über den Yasha-Klan wurde)
  1. wörtlich: „Selbstbeherrschung“, die erste der acht Stufen des Raja-Yoga.
  2. Gott der Toten. Ein sehr unbeliebter Gott, aber er spielte eine wichtige Rolle als Richter über die Toten.
- Naga (Ryus Name, bevor er König über den Ryu-Klan wurde), wörtlich: „Schlange“. Eine Schlange, besonders die Kobra, als mystisches, halbgöttliches Wesen mit einem menschlichen Gesicht, dem Schwanz einer Schlange und dem gespreizten Nacken der Kobra. Sie gelten als Wassergötter und wohnen in Flüssen, Seen und Meeren.
- Soma (Sōma)
  1. Gott des Mondes. Er sandte den Morgentau, außerdem fuhr er durch den Nachthimmel auf einem Wagen, der von zehn Schimmeln gezogen wurde. Manche sagten, im Mond wohnte ein Hase, weshalb alle Hasen als Inkarnation – ein sehr zentrales Thema im Hinduismus – Somas galten.
  2. „Soma“ war auch der Name der Ambrosia der Götter, des Elixiers, das Unsterblichkeit brachte. Da die Ambrosia als Rauschmittel verwendet wurde, wurde Soma selbst (Also der Mondgott.) wie seine griechische Entsprechung Dionysos mit Trunkenheit in Verbindung gebracht.
- Garuda (Karuras Seelenvogel Garuda), ein mythischer „Vogel“, halb Mensch, halb Vogel. Garuda ist der König der Vögel, das Reittier Vishnus (wichtiger Gott, Symbol der Erhaltung) und ein großer Feind der Schlangen. Diesen Hass übernahm er von seiner Mutter, die sich mit ihrer Nebenfrau Kadru, der Mutter der Schlangen, gestritten hatte. Garuda wird dargestellt mit Kopf, Schwanz und Flügeln eines Adlers und Leib und Beinen eines Menschen. Sein Gesicht ist weiß, seine Flügel rot und sein Körper golden.
- Vasu (Taishakutens Shitennō und Bushinshō), eine Gruppe von acht Göttern, die als Diener Indras bekannt sind. In vedischen Zeiten waren sie Personifizierungen von Naturerscheinungen. Es sind: Apas (Wasser), Dhruva (Polarstern), Soma (Mond), Dhara (Erde), Anila (Wind), Anala (Feuer), Prabhasa (Licht) und Pratyusha (Morgendämmerung).
- aus dem Zen-Buddhismus: Im Zenbuddhismus sind Bishamon, Zōjō, Kōmoku und Jikoku vier Götter, die je eine der Himmelsrichtungen symbolisierten, sie sollten die Welt beschützen. Außerdem wurde jedem eine Farbe zugeordnet: Blau für Bishamon, weiß für Zōjō, grün für Jikoku und der liebe Kōmoku hat zwar keine Farbe bekommen, dafür galt er als ein „kunstvoller Gott“.

## Stil
Das Erstwerk der Gruppe Clamp zeigt einen damals noch ungewöhnlichen Stil, in dem die Männer ähnlich aufreizend dargestellt wurden, wie zuvor bei Frauen in an Männer gerichteten Geschichten bekannt. Sie waren damit Teil einer Bewegung weiblicher Zeichner, die Sexualität in ihren Geschichten aus weiblicher Perspektive zeigen. Auch die Mischung von Fantasy und Action in einem Shōjo-Manga, der sich an Mädchen richtet, war für damalige Verhältnisse ungewöhnlich.

## Veröffentlichung
Von 1989 bis 1996 erschien RG Veda in Japan im Wings Magazine des Verlages Shinshokan und kam danach in 10 Sammelbänden heraus. Später folgte eine zweite Auflage im Bunkoban-Format in sieben Bänden. In Deutschland wurde der Manga ab Oktober 2004 in diesen sieben Bänden von Carlsen Comics veröffentlicht. Seit Mai 2019 bringt Manga Cult eine Neuauflage als Hardcover heraus. Eine englische Fassung erschien 2005 und 2006 bei Tokyopop und später eine neue Auflage bei Dark Horse. Die französische Ausgabe bei Édition Tonkam 1995/96 war mit Tokyo Babylon zur gleichen Zeit der erste Manga, der in Frankreich in originaler, das heißt japanischer Leserichtung und nicht gespiegelt erschien. Außerdem wurde der Manga ins Spanische, Italienische und Chinesische übersetzt.
In Japan erschienen zur Serie auch zwei Artbooks, die Illustrationen zur Geschichte und ein Interview enthalten.

## Anime
1991 entstand eine Anime-Adaption des Manga in zwei Teilen mit je 45 Minuten Laufzeit. Bei der Produktion von Animate Film führten Hiroyuki Ebata und Takamasa Ikegami Regie. Das Drehbuch schrieb Nanase Okawa und für die Designs war die Gruppe Clamp verantwortlich. Die künstlerische Leitung lag bei Masuo Nakayama und Yōji Nakaza und die Produzenten waren Kazuhiko Ikeguchi, Yasuhisa Kazama und Yumiko Masujima. Nick Wood komponierte den Soundtrack und das Abspannlied Six Star Cluster Storm. Die beiden Folgen wurden als Original Video Animation veröffentlicht.
Die Handlung ist zeitlich mitten im Manga angesiedelt. Die erste Episode erzählt ein in sich weitgehend abgeschlossenes Kapitel aus dem Manga, Das Schloss aus Eis und Höllenfeuer, in leicht veränderter Form nach. In der zweiten Episode, die im Manga keine Entsprechung hat, dringen Ashura, Yasha-oh, Ryu-oh und Karura-oh in Taishaku-tens Zenmi-Palast ein, müssen ihn jedoch nach einigen Abenteuern unverrichteter Dinge wieder verlassen.
Eine englische Fassung des Animes erschien zunächst bei Manga Video in Großbritannien auf VHS. Dazu wurden beide Teile zu einem Spielfilm zusammengeschnitten, wobei die Vor- und Abspänne sowie ein Kampf zwischen Ashura und Taishakuten entfielen. In den USA erschien zunächst eine nur untertitelte Version auf VHS. Nachdem die Lizenz von Manga Video ausgelaufen war, veröffentlichte US Manga Corp 2001 eine neue Synchronfassung auf DVD, ungeschnitten in der Originalform als zwei Folgen. Eine Veröffentlichung mit deutschen Untertiteln kam 2000 zum Comic-Salon Erlangen ungeschnitten bei OVA Films auf einer VHS-Kassette heraus. Da die Sublizenz von Manga Video im gleichen Jahr auslief, folgten keine weiteren Auflagen. Des Weiteren kamen koreanische, französische, spanische und italienische Synchronfassungen des Animes heraus.
| Rolle        | japanischer Sprecher (Seiyū) |
| ------------ | ---------------------------- |
| Ashura       | Kazue Ikura                  |
| Yasha-oh     | Sho Hayami                   |
| Ryu-oh       | Kappei Yamaguchi             |
| Karura-oh    | Yoshiko Sakakibara           |
| Sohma        | Yuriko Yamamoto              |
| Kendappa-oh  | Arisa Andō                   |
| Taishaku-ten | Norio Wakamoto               |

## Rezeption
Mason Templar nennt das Frühwerk von Clamp wenig lesenswert; für die Fans der späteren Serien der Gruppe möge die Lektüre gar schmerzhaft sein. Die Zeichnungen seien „grob und gewöhnlich“ und erinnere eher an You Higuri als an die anderen Clamp-Werke. Obwohl viel geschieht, gibt es doch wenig Action, sondern stattdessen Geschrei und „banale und sich wiederholende“ Dialoge. Einzig das gelungene Ende und die klassische Figur des Ashura stünden den vielen schlechten Seiten des Mangas gegenüber. Auch in der deutschen Zeitschrift Mangaszene werden die Zeichnungen als noch unausgereift kritisiert: „Schwächen […] in der Perspektive und bei den Händen, es gibt wenig Hintergründe und viel Rasterfolie“. Doch „die Charaktere wachsen einem ans Herz und bis zum fatalen Ende bleibt die Story ungemein spannend“, sodass RG Veda für den Kritiker dennoch der Favorit unter Clamps Werken sei.
In der Anime Encyclopedia wird die Verfilmung als dürftige Umsetzung kritisiert, die nur der Werbung für den Manga diene. Die Geschichte sei zu Ende, noch bevor sie richtig angefangen hat und die internationalen Zuschauer, die den Manga nicht lesen, bleiben ohne einen richtigen Abschluss der Handlung. Die englische Synchronfassung sei nur mittelmäßig gelungen: Die Übersetzung sei in Ordnung, doch der britische Akzent der Sprecher passe nur selten zu den Charakteren. Die Umsetzung der mythologischen hinduistischen Vorlage, die in der englischen Fassung kaum noch zu erkennen sei, biete einige interessante Szenen, doch sei das Thema in anderen Werken bereits deutlich besser umgesetzt worden. Die Animerica hebt hervor, wie verwirrend die Geschichte im Anime erzählt sei, obwohl die Erzählung von Erklärungen der Geschichte durchzogen wird. Der markante Stil von Clamp sei auch in der Verfilmung gut erkennbar und sorge für die einzigen optischen und erzählerischen Höhepunkte der beiden Folgen. Jedoch hätten auch hässliche Modetrends der 1980er Jahre in dem Anime in Form der Kleidung der Protagonisten ihre Spuren hinterlassen und die Animation wirke 10 Jahre später veraltet und die Farben blass. Auch die Synchronisation von Manga Corps sei nicht besser und in Übersetzung wie Besetzung mindestens fragwürdig. Die Mangaszene nennt die neue Synchronfassung von US Manga Corps gewöhnungsbedürftig, die Charaktere seien aber zumindest gut besetzt worden. Zur Fassung mit deutschen Untertiteln schreibt die Animania 2000, sowohl Anime als auch Manga gehörten „zum Feinsten, was die japanische High Fantasy zu bieten hat“. Die Geschichte sei ein „düsteres, spannendes und actionreiches Fantasy-Drama“, der Anime aber am besten nicht allein zu betrachten, sondern mit dem Manga zu ergänzen. Die Animation könne sich auch nach Jahren noch sehen lassen und die wunderschönen Bilder seien „ein optischer Genuss“.